# 岑猛
岑猛（1489年—1526年），字濟夫，明朝广西田州同知，土司。岑瑛之孙岑溥次子，弘治九年（1496年），岑溥废长立幼，舍弃了岑猇。弘治十二年（1499年），岑猇夺位，其父死，岑猇又被黄骥等所杀。直到正德三年（1508年），才被明朝廷升为同知。嘉靖二年（1523年），被同族指控谋反，嘉靖五年（1526年），都御史姚镆击岑猛，五路進兵。沈希儀為中路，夜間派三百兵繞至岑猛軍隊後，天明時誘岑猛軍隊，以漢朝將領韓信「拔帜树帜」之策，在岑猛軍隊營地立幟，大敗岑猛軍。当年九月，岑猛死。